# Bajo Hondo
Bajo Hondo es una localidad rural del sur de la provincia argentina de Buenos Aires, ubicada dentro del partido de Coronel Rosales, distante a 22 km de la ciudad cabecera del distrito, Punta Alta, y a 30 de Bahía Blanca, sobre la Ruta Nacional 3.
Está situada en medio de una zona agrícola importante generando la mayor parte de sus actividades.

## Toponimia
La localidad lleva el nombre de la estación Bajo Hondo. El nombre Bajo Hondo deriva de la hondonada que se extiende entre el empalme y la estación Grünbein.

## Historia
La historia de la localidad de Bajo Hondo no es muy diferente de la de los demás pueblos vecinos, que fueron construidos al paso del Ferrocarril del Sud, que poco a poco fue recorriendo los distintos pueblos y caminos de la República Argentina.
Uno de los "fundadores" de la localidad fue el belga Gustavo Coulembier, el primero que, en 1883, adquirió una parcela en tierras del actual Bajo Hondo. Llamó al terreno “La Sidonia" y estableció allí su casa.
Corría 1891 (año tomado como el de la fundación del pueblo) cuando se construyó la "Estación del ferrocarril Sud", que se encuentra en el centro del pueblo.
Debido al notable avance que comenzaba a sentirse en las tierras del actual Bajo Hondo, en 1897 se comenzó a hablar de la formación del pueblo de Bajo Hondo, con la subdivisión de una fracción de 2.734 hectáreas en chacras, quintas y solares para formar el ejido de un nuevo núcleo de población: la gran "Colonia Agrícola de Bajo Hondo". 
Los terrenos de Bajo Hondo fueron delineados y amojonados en noviembre del mismo año por el agrimensor señor Fernández, y desde la misma fecha entraron en posesión de sus lotes los compradores. Éstos se establecieron en proximidades de la estación y se dedicaron a las labores pastoriles, incorporando la agricultura con posterioridad, sobre todo con la llegada de los inmigrantes.
Hacia 1900 una población considerable vivía en tierras de Bajo Hondo, de manera que se hizo necesaria la fundación de diferentes instituciones y entidades; por ejemplo:
- La Cooperativa Agrícola de Bajo Hondo, “El Porvenir”.[4]
- El centro social “Brisas del Sur”.
- Y la sala de primeros auxilios.[5]

Con respecto a la actividad comercial, se desarrolló hacia 1906, con el establecimiento de un almacén de ramos generales y acopio de cereales por parte del señor Francisco Alonso Alonso, llamado “El Maragato”, al que se le sumaría, en 1910, “La Porteña”, de los señores Pagazaurtundua y Aguilera Goya.
En el año 1910 se fundaba la otra estación que tiene Bajo Hondo pero del ramal Rosario Puerto Belgrano y que dista a un kilómetro del centro del pueblo.
En esos años los ferrocarriles eran las principales fuentes económicas de país.
En la década de los 90s, durante el gobierno de Carlos Menem, se privatizaron las empresas estatales. Los ferrocarriles, entre tantas otras empresas, dejaron de ser tan importantes como lo habían sido, dejando así multitud de vías muertas, entre las cuales se encuentran las de Bajo Hondo.

## Economía
Bajo hondo en la actualidad, y desde el punto de vista productivo, es la localidad más importante del distrito en cuanto a la explotación agrícola y ganadera; allí se nuclean, además de la Cooperativa Agrícola, una delegación del INTA y otra de la Federación Agraria Argentina.
La agricultura es casi exclusivamente de cosecha fina (trigo, cebada y avena) mientras que la cosecha gruesa (sorgo y girasol) se observa en muy pocos campos y se destina a pastoreo. La actividad hortícola es complementaria, destacándose los cultivos de tomates, cebolla, acelga, pimientos y algunas variedades de zapallos.
Además, desde 1993 funciona un molino harinero “Harinas Bajo Hondo SA”.
En lo que se refiere a ganadería, ésta es representada casi en su totalidad por ganado vacuno (las principales razas son Shorthorn y Aberdeen Angus), destinado a la industria de la carne, existiendo también ovinos y en menor medida porcinos. El destino principal de la faena de ovinos es el consumo familiar, mientras que la faena del ganado vacuno es comercializada en los centros urbanos de la región.  En cuanto a producción de ganado, según datos de la Cooperativa Agrícola, la cantidad de cabezas es de aproximadamente 50.200.

## Población
Cuenta con 165 habitantes (Indec, 2022), lo que no representa cambio significativo frente a los 164 habitantes (Indec, 2010) del censo anterior.
| Gráfica de evolución demográfica de Bajo Hondo entre 1991 y 2022 |
|                                                                  |
| Fuente: Censos nacionales del INDEC                              |

## Instituciones
La localidad cuenta con diferentes instituciones, desde gubernamentales, hasta educativas, como por ejemplo la escuela del pueblo, la cual fue construida previamente a su fundación oficial, el 5 de mayo de 1890. Su primer maestro fue Don Bautista Elosegui.

Además cuenta con un colegio de nivel secundario con la especialidad agraria, gozando de una excelente reputación atrayendo estudiantes vecinos incluso de la ciudad de Bahía Blanca a unos 30 km del pueblo. 

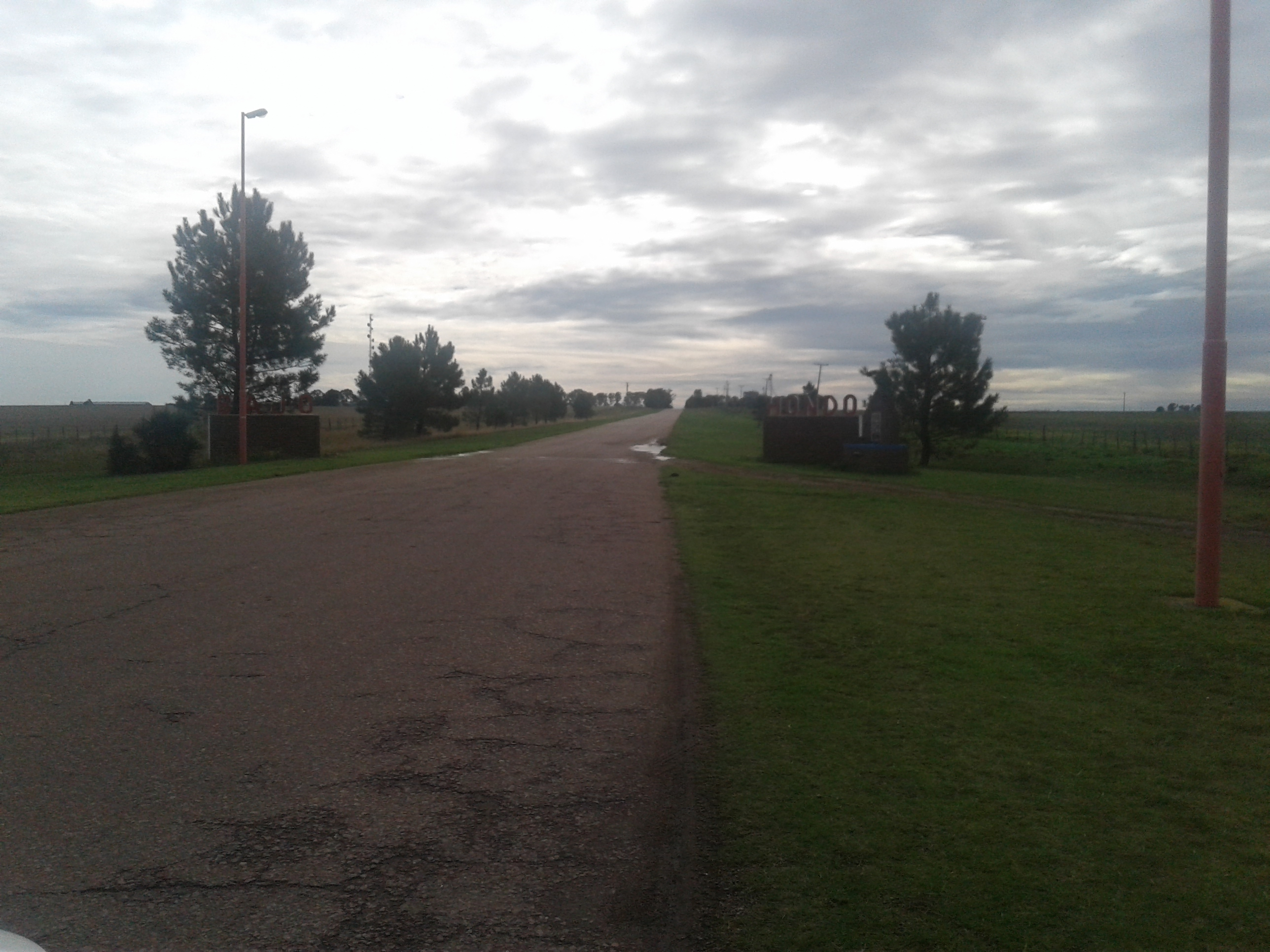
Entrada al pueblo de Bajo Hondo.
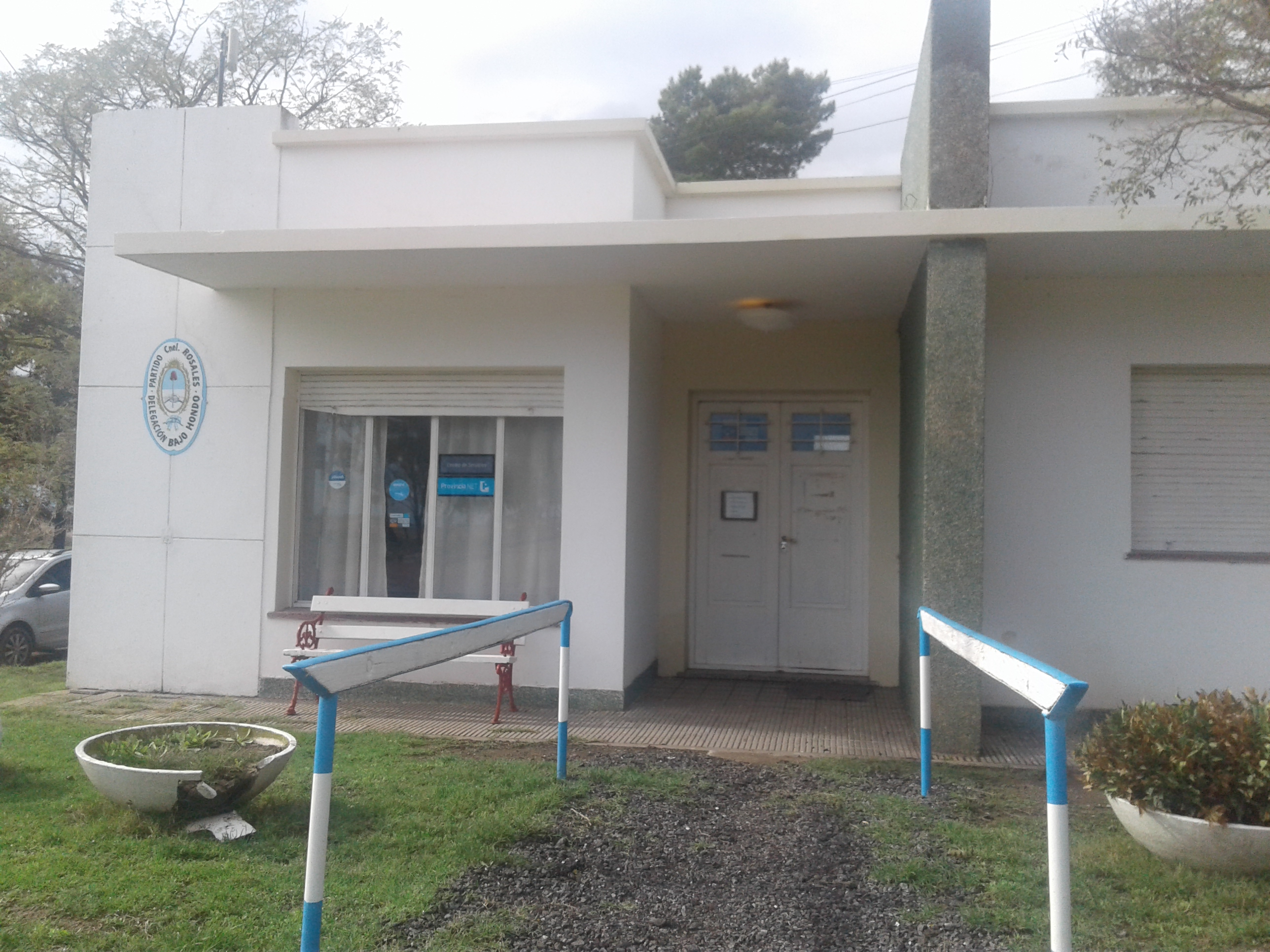
Delegación municipal de Coronel Rosales en el pueblo.
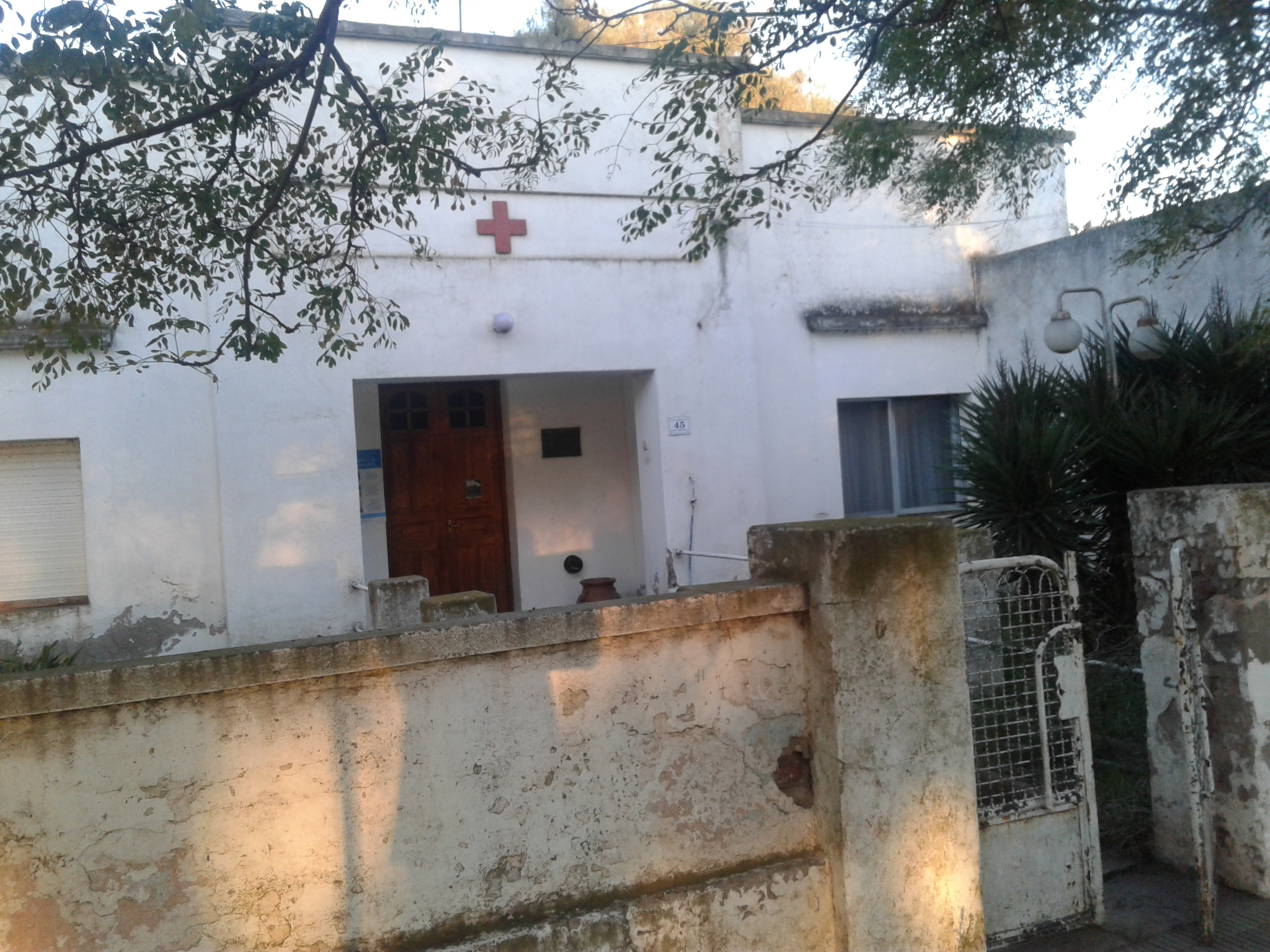
Sala municipal de primeros auxilios.
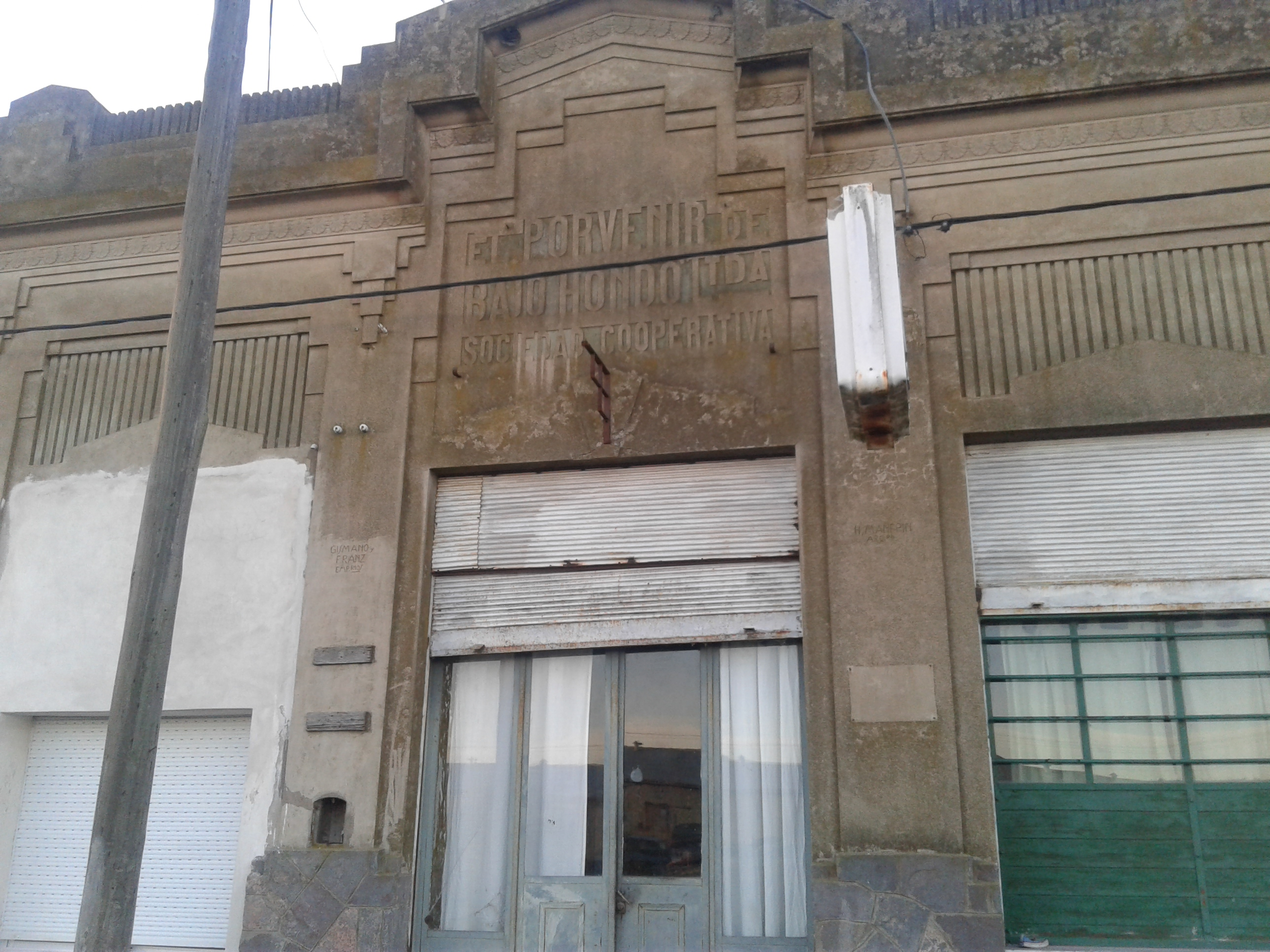
Edificio de la ex-cooperativa agraria.
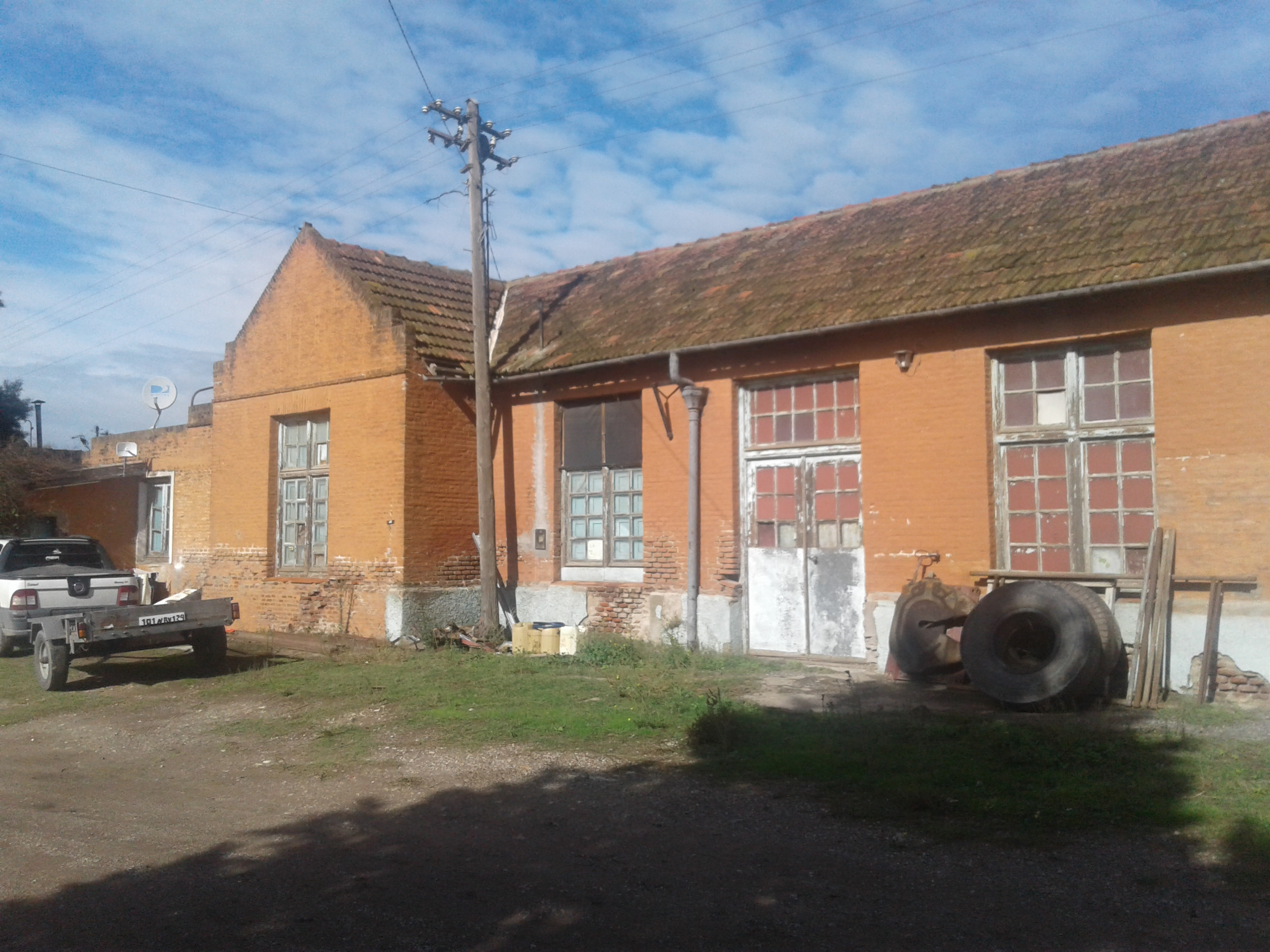
Estación Bajo Hondo del Ferrocarril Roca.
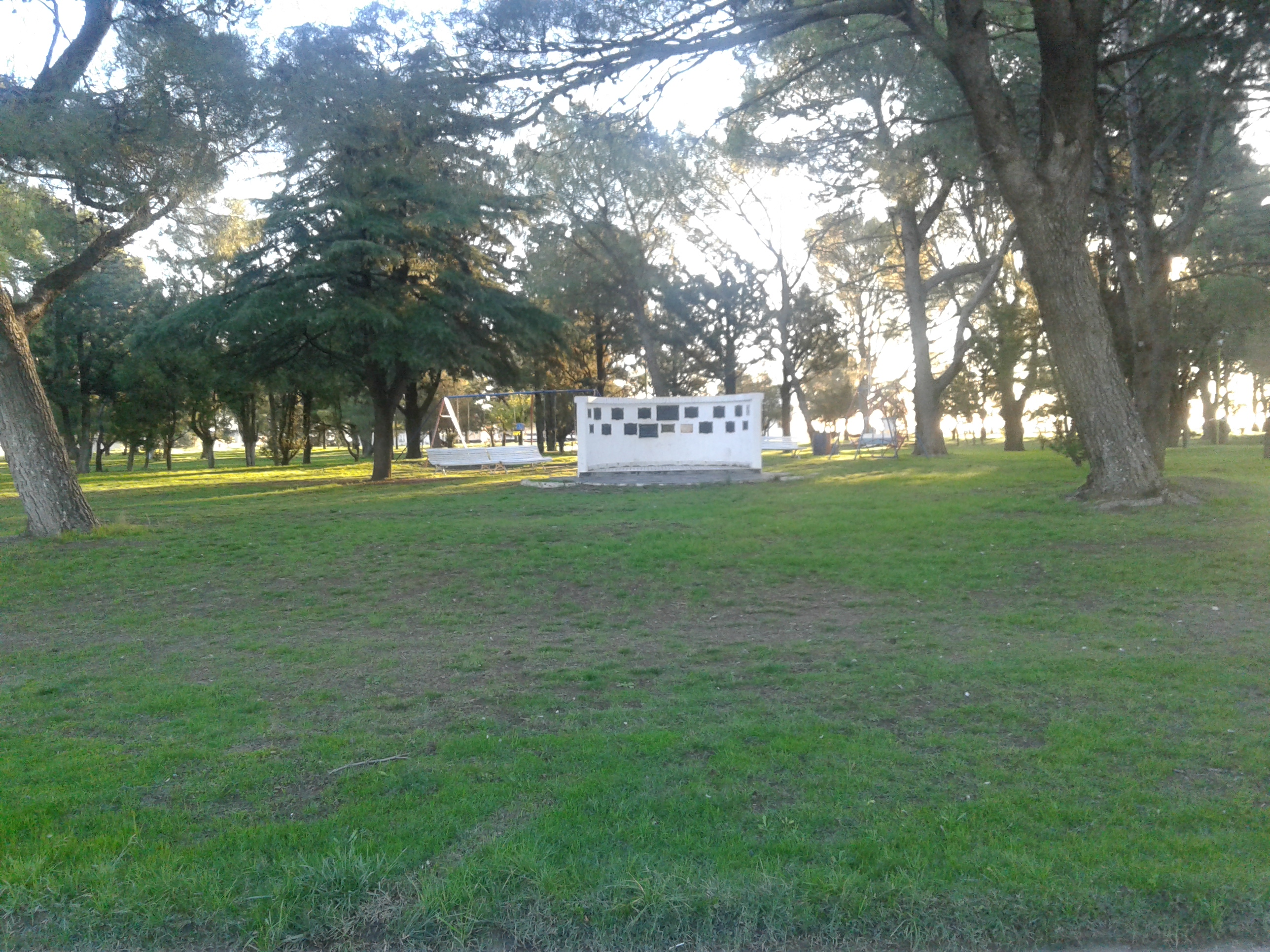
Plaza Independencia

Bajo Hondo cuenta con un puesto de vigilancia que funciona desde 1948 y una iglesia llamada Nuestra Sra. de Fátima, que ofrece misas los segundos y cuartos domingos de cada mes, construida por D. Francisco del Brío en 1967.
Cuenta con una delegación municipal, un almacén, un correo, un taller mecánico, una iglesia católica y una comisaría urbana y un destacamento de policía rural. Cuenta también con numerosos vecinos en el pueblo mismo y centenas de campos, que se proveen de energía eólica.
El pueblo cuenta además con una ambulancia destacada en el pueblo ante cualquier emergencia de sus pobladores como así también para prestar servicio en algún accidente que ocurriera en las rutas nacionales cercanas al pueblo.

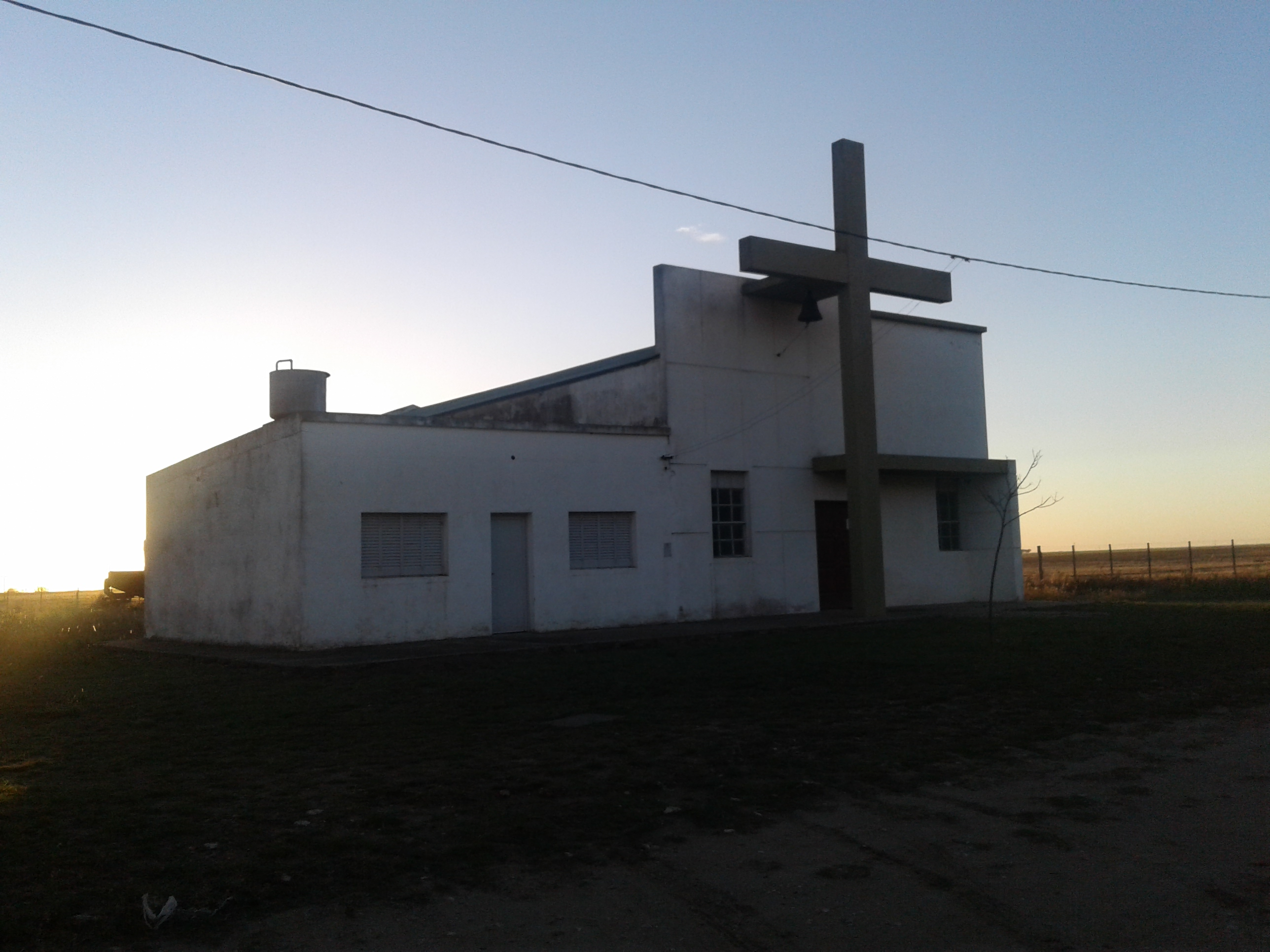
Iglesia Nuestra Sra. de Fátima.
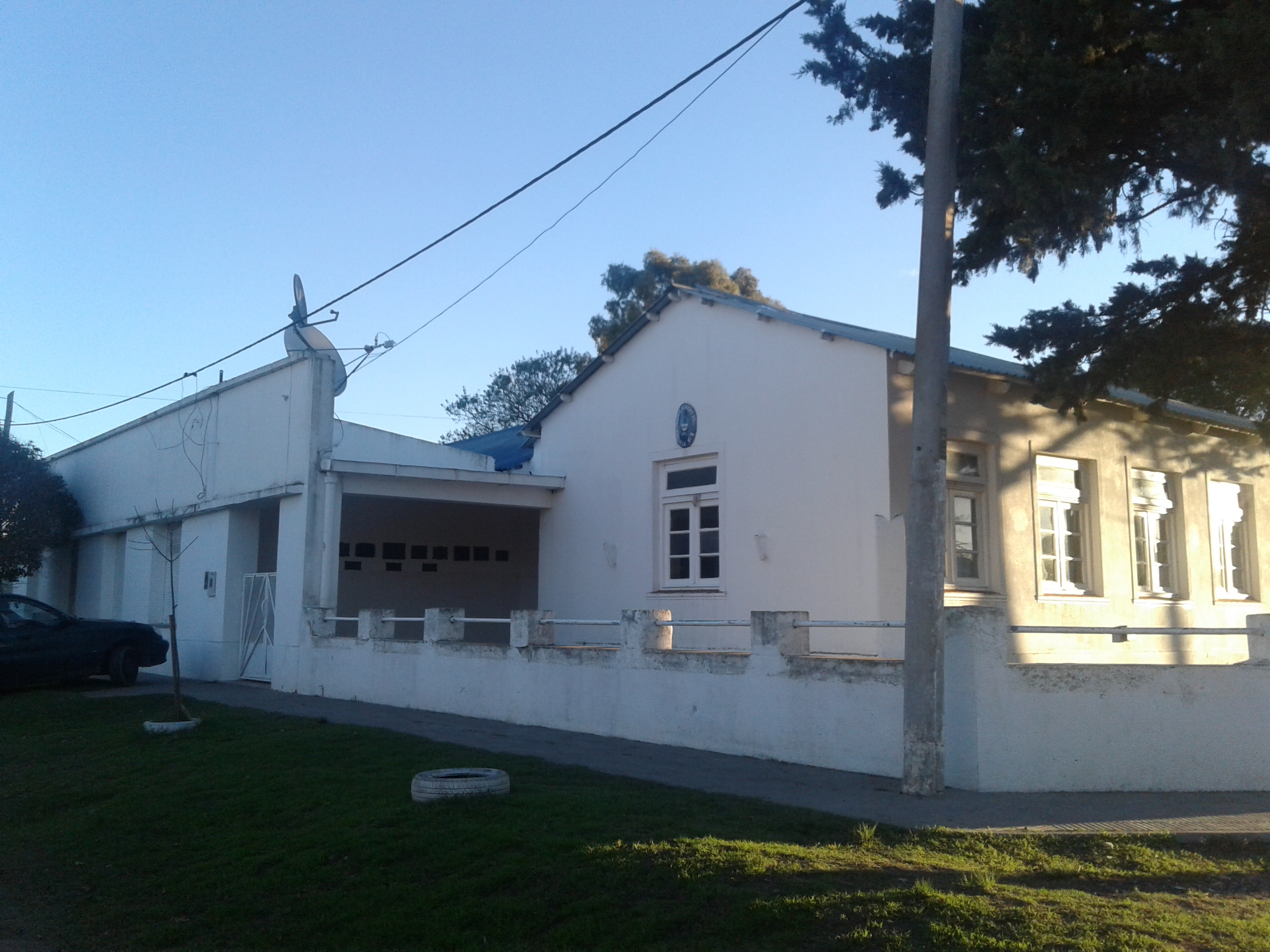
Escuela Primaria N* 5 Bernardino Rivadavia
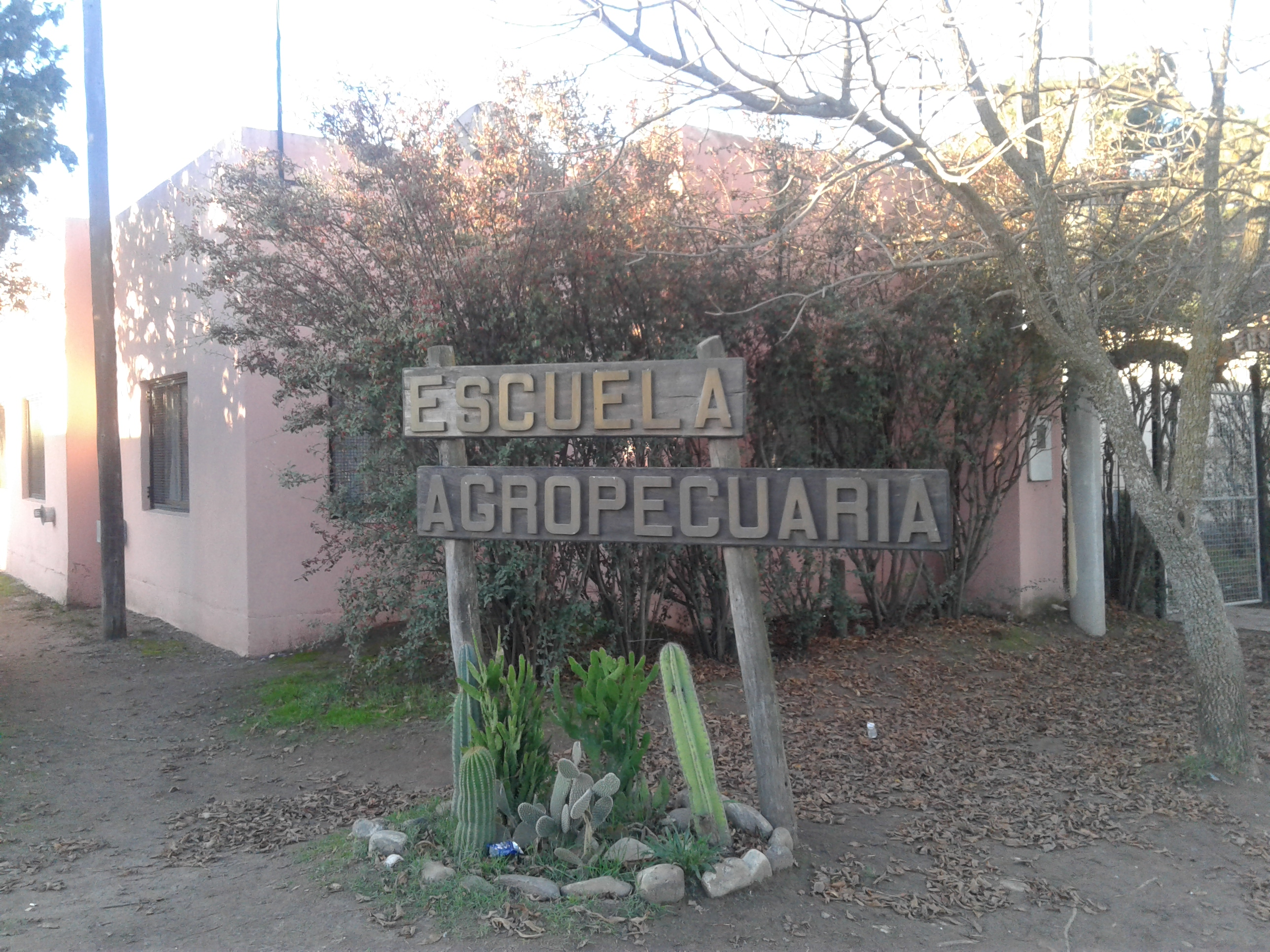
Escuela Agropecuaria N* 1 Pedro Orozco
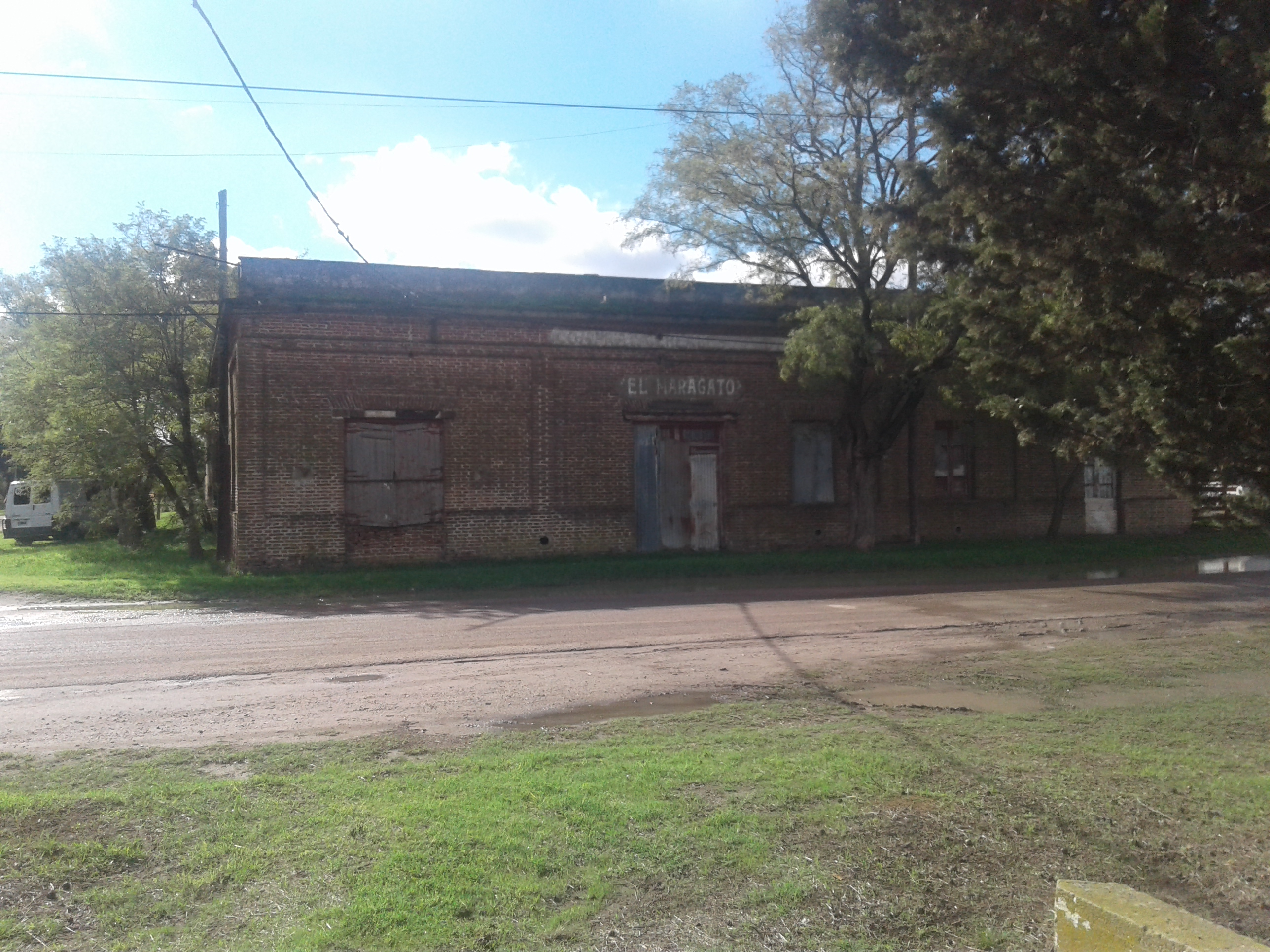
Pulpería El Maragato
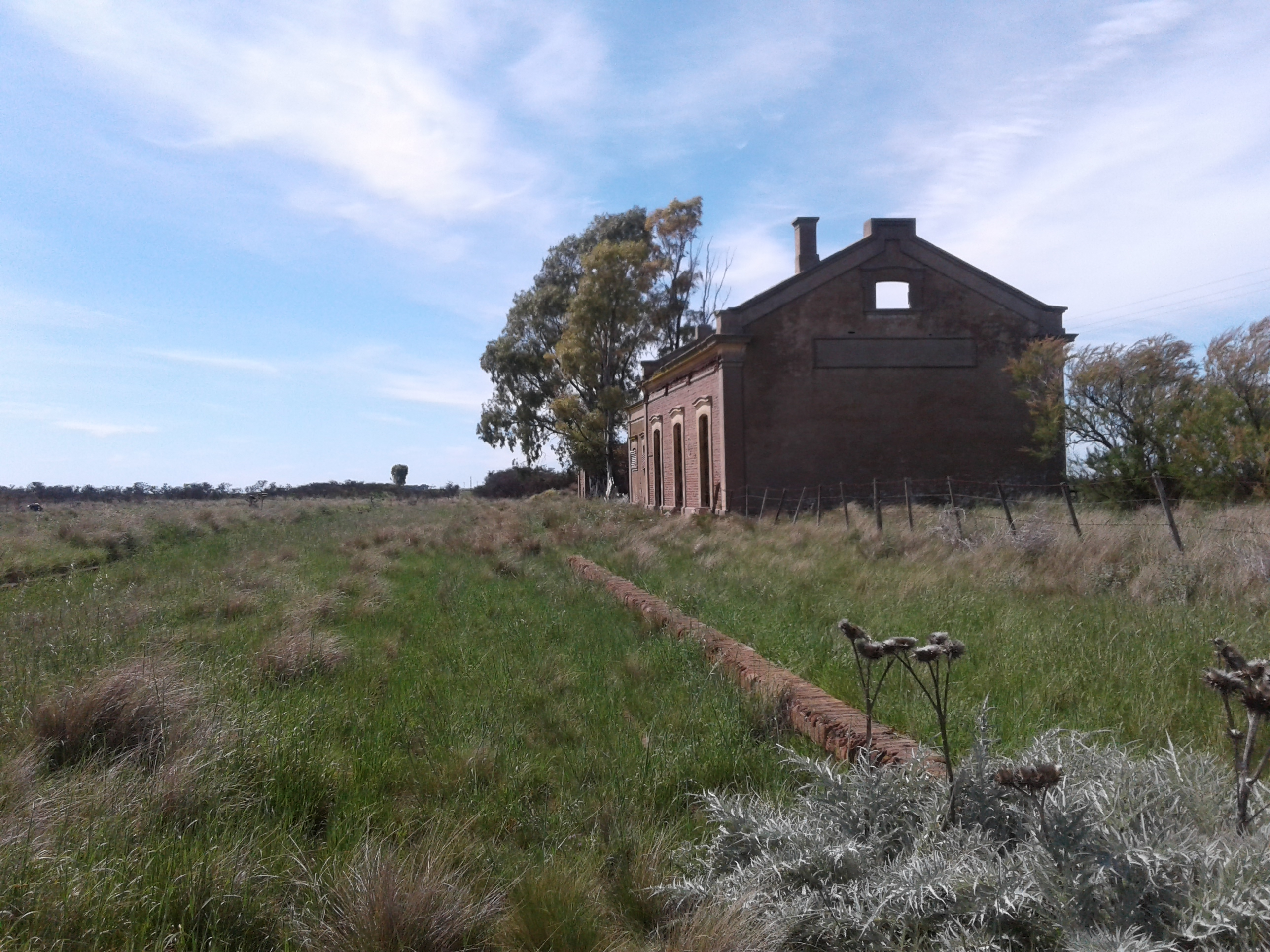
Estación Bajo Hondo del Ferrocarril Rosario Puerto Belgrano

Existió un club llamado "Brisas del Sur", cuyo escenario se utiliza muy esporádicamente para reuniones del pueblo.
Bajo Hondo no posee gas natural, el servicio eléctrico es brindado por la Cooperativa de Electricidad de Punta Alta.
El pueblo no posee la pujanza de otrora, a pesar de lo cual produce grandes cantidades de alimentos gracias a las cosechas de trigo, soja y cebada, entre otros cultivos, así como a la cría de ganado vacuno y bovino.

## Pueblo Verde
En el marco de responsabilidad ambiental, el pueblo ha suscrito un convenio con el Ministerio de Medio Ambiente y Desarrollo Sustentable en el cual se compromete a implementar las normas en lo que se refiere a manejo de residuos sólidos, mejoras en los espacios verdes del pueblo, instalación de iluminación pública led, autoservicio para carga de automóviles eléctricos, servicios de recreación y esparcimiento, cultura, creación de comités de emergencias ante desastres, desarrollo de turismo rural, entre otros puntos, buscando al corto plazo obtener el certificado de "Pueblo Verde", mejorando así la calidad de vida de sus habitantes.